# Стодвадесет мученика Персијских
Светих стодвадесет мученика Персијских су хришћански светитељи из 4. века. 
Након што је опљачкао византијске земље, персијски цар Сапор одвео је у ропство стодвадесет хришћана. Пошто их је узалуд присиљавао да се одрекну Христа и поклоне огњу као паганском божанству, бацио их је у огањ и живе спалио. Међу овим мученицима било је и девет девица, Богу посвећених. Сви су пострадали, између 344. и 347. године.
Српска православна црква слави их 6. априла по црквеном, а 19. априла по грегоријанском календару.